# 隆科普埃縣

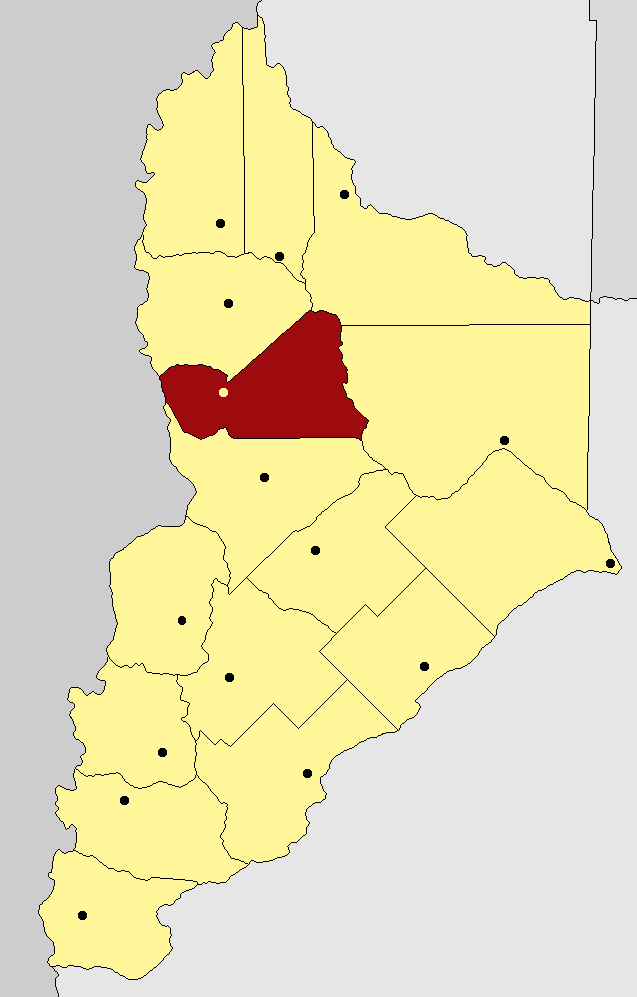

隆科普埃縣（西班牙語：Departamento Loncopué），是阿根廷的縣份，位於該國西部內烏肯省，首府設於隆科普埃，西面與智利接壤，面積6,925平方公里，2001年人口4,266，人口密度每平方公里1.26人。
38°04′00″S 70°36′53″W / 38.06667°S 70.61472°W